# 住谷磬
住谷 磬（すみや けい、1926年〈大正15年〉11月11日 - 2009年〈平成21年〉7月24日）は、社会福祉学者。
住谷悦治の次男として京都市に生まれる。兄は住谷一彦。1956年同志社大学文学部卒、58年同大学院社会福祉専攻修士課程修了、同志社大学文学部助手、講師、助教授、1972年教授。94年定年退任、名誉教授、滋賀文化短期大学教授、95年学長。毎日社会福祉顕彰特別賞受賞。

## 著書
- 『これからの社会福祉』法律文化社 1993

### 共編著
- 『現代の地域福祉』右田紀久恵共編 法律文化社 1973
- 『福祉経済学』武藤忠義,丸尾直美共著 青林書院新社 青林双書 1975
- 『すばらしい老年期』正続 住谷悦治共著 ミネルヴァ書房 OP叢書 1977－78
- 『人間福祉の思想と実践』田中愽一,山辺朗子共編著 ミネルヴァ書房 2003

## 註
1. ↑  死去ネット

## 参考
- 同志社大学名誉教授 故 住谷磬先生略歴 主な著書  同志社社会福祉学 2009-12
- 『現代日本人名録』2002年